# Montorio nei Frentani
Montorio nei Frentani (bis 1864 einfach Montorio) ist eine italienische Gemeinde (comune) in der Region Molise und der Provinz Campobasso. Die Gemeinde liegt in den Apenninen etwa 31 Kilometer nordöstlich von Campobasso und hat 350 Einwohner (Stand 31. Dezember 2023).

## Persönlichkeiten
- José Greco (eigentlich Costanzo Greco Bucci; 1918–2000), Flamencotänzer und Choreograph